# 特舍爾灣
63°17′17″S 62°15′08″W / 63.28806°S 62.25222°W

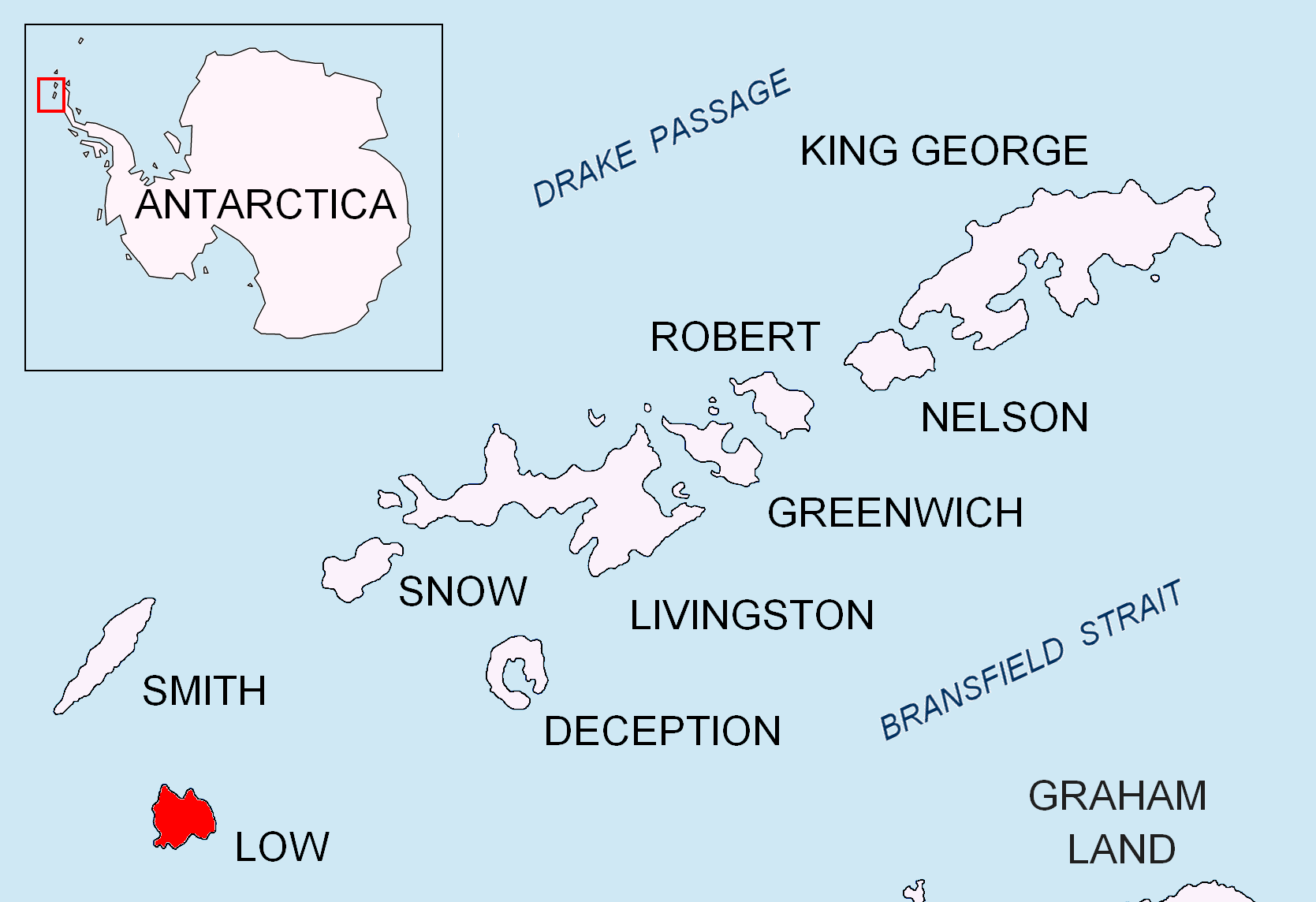

特舍爾灣（Teshel Cove），是南極洲的海灣，位於南設得蘭群島的洛島西岸，處於馬利納灣以北、卡濟切內灣西南面、加里角以北8.3公里和華萊士角西南面6.7公里，長1.6公里、寬1.4公里，以保加利亞南部城鎮命名，現時由南極條約體系管理。